# James Henry Lawrence
James Henry Lawrence (* 1773; † 26. September 1840 in London) war ein britischer Autor.

## Leben
James Lawrence wurde 1773 als Sohn des Plantagenbesitzers Richard James Lawrence auf Jamaika geboren. Seine Vorfahren väterlicherseits waren 1676 auf die Insel gekommen, die Vorfahren seiner Mutter Mary Brissett stammten aus Worcestershire.
Nach dem Studium in Eton, Göttingen und Braunschweig hielt er sich unter anderem in Weimar auf und verkehrte bis zu dessen Tod mit Goethe; er wurde während seiner Ausbildung durch seinen Hofmeister Georg Heinrich Nöhden begleitet.
Beeinflusst von Mary Wollstonecrafts 1792 erschienener A vindication of the rights of woman verfasste er den Essay Ueber die Vortheile des Systems der Galanterie und Erbfolge bey den Nayren, der 1793 von Wieland in dessen Zeitschrift Der Neue Teutsche Merkur herausgegeben wurde. Ausgehend von einer Beschreibung der mütterlichen Erbfolge bei den südindischen Nayar plädiert Lawrence darin für die gleichwertige Bildung von Frauen und der Aufhebung von restriktiven Ehegesetzen zugunsten von frei gewählten Liebesbeziehungen und eines auf weibliche Nachkommen basierenden Erbrechts.
Sein auf dem Essay aufbauender Roman Das Paradies der Liebe erschien zuerst 1801 bei Johann Friedrich Unger. Später übersetzte Lawrence den Text mit einigen Änderungen ins Englische und Französische. Zudem veröffentlichte er einige Gedichte und übersetzte Werke von August von Kotzebue ins Englische. In Frankreich wurde Lawrence 1803 zusammen mit seinem Vater und anderen Engländern verhaftet und in Verdun festgehalten. Nach seiner Flucht, bei der er sich als Österreicher ausgab, veröffentlichte er 1810 zurück in England einen Bericht über diese Zeit. In Paris erwarb Lawrence den Titel Knight of Malta und wurde später als Sir James Lawrence oder Chevalier Lawrence bezeichnet. 1828 veröffentlichte er eine Sammlung mehrerer seiner Schriften mit dem Titel The Etonian out of Bounds. Sein Buch On the Nobility of the British Gentry über die Stellung der britischen Gentlemen erschien bis 1840 in mehreren Auflagen.
Lawrence lebte zuletzt in der Londoner Regent Street und starb unverheiratet am 26. September 1840 und wurde wie sein Vater an der St. John’s Wood Church beerdigt.

## Werke
- Ueber die Vortheile des Systems der Galanterie und Erbfolge bey den Nayren. In: Der neue Teutsche Merkur. 1793, 2. Band S. 160–199 und 242–257
- Das Paradies der Liebe. 1801, Unger, Berlin (Roman in zwölf Büchern)
- Love. In: Irene. 1801 (Gedicht in der von Gerhard Anton von Halem 1801–1806 herausgegebenen Zeitschrift)
- A Picture of Verdun, or the English detained in France. 2 Bände, 1810
- The Etonian out of bounds; or, poetry and prose. London: Hunt. 2 Bände, 1828
- On the Nobility of the British Gentry (2. Auflage 1827, 4. Auflage 1840)